# Simon Barere
Simon Barere (Odesa, Imperio ruso, 20 de agostojul./ 1 de septiembre de 1896greg.-Nueva York, Estados Unidos, 2 de abril de 1951) fue un reconocido pianista ruso.

## Biografía
Simon Barer (en ruso: Симон Барер) nació en Odesa (entonces Imperio Ruso, ahora parte de Ucrania) como el undécimo de trece hijos de una familia judía. Su apellido es transliterado como Barer, pero de adulto adoptó la ortografía Barere con el fin de reducir la frecuencia de la mala pronunciación. Tomó sus primeras lecciones de piano a muy temprana edad, entrando en la Academia Imperial de Música de Odesa a los once años. Al morir su padre ayudó económicamente a su familia tocando en cines y restaurantes, y con dieciséis años, tras fallecer su madre, ingresó en el Conservatorio de San Petersburgo, donde estudió primero con Anna Yésipova, y luego, tras la muerte de esta, con Felix Blumenfeld. En su graduación en 1919 ganó el premio Rubinstein, momento en el que el compositor Aleksandr Glazunov lo elogió diciendo que «Barere es Liszt en una mano y Antón Rubinstein en la otra». Después de graduarse, dio conciertos por toda la región y enseñó en el Conservatorio de Kiev.
Su carrera de pianista se vio frenada por la prohibición soviética de salir del país. Pero en 1929 fue nombrado como agregado cultural en Riga (actual Letonia), desde donde escapó a Berlín en 1932 con su esposa también pianista Helen Vlashek y su hijo de siete años Boris. Afectado por la persecución a los judíos recurrió de nuevo a tocar en restaurantes, cabarets y vodeviles, y luego emigró a Suecia en 1933. En 1934 debutó en Londres con el Concierto para piano y orquesta n.º 1 de Chaikovski que resultó en un contrato de grabación con His Master’s Voice (HMV). Durante el otoño de 1935, realizó una gira por el Reino Unido bajo la dirección de Harold Holt, haciendo varias apariciones como artista secundario de Richard Tauber. Finalmente emigró a los Estados Unidos en 1939.
Barere dio muchos conciertos, recorriendo Australia, Nueva Zelanda y Sudamérica, así como en los Estados Unidos, donde daba conciertos anuales en el Carnegie Hall, y que a menudo eran grabados por su hijo Boris. Entre las actuaciones más famosas grabadas en directo en 1947 en el Carnegie Hall está la Sonata en si menor de Liszt, que se publicó en Remington Records en la década de 1950. Otras actuaciones destacadas de Barere incluyen la Rapsodia española, Réminiscences de Don Juan y la Rapsodia húngara n.º 12 de Liszt, Étude for the Left Hand Alone de Blumenfeld, y el Concierto para piano n.º 2 de Rajmáninov.
El 2 de abril de 1951, Barere sufrió una hemorragia cerebral durante una actuación del Concierto para piano de Grieg en el Carnegie Hall, con Eugene Ormandy al frente de la Orquesta de Filadelfia. Barere se derrumbó y murió poco después entre bastidores.
Barere era especialmente conocido por su legendaria velocidad y destreza con los dedos; su interpretación del Islamey de Balákirev y muchas otras grabaciones eran famosas por su virtuosismo. Según el crítico musical Harold C. Schonberg, Barere era más que un virtuoso ardiente: producía un colorido tono de piano y podía ser también muy musical.
Con HMV grabó varios discos de 78 RPM realizados en Abbey Road Studios entre 1934 y 1936, y que luego fueron nuevamente publicados en formato LP por Remington. En 1985 sus grabaciones completas de HMV fueron remasterizadas por Bryan Crimp y publicadas en disco compacto por el sello Appian Publications & Recordings (APR).